# 가천학원
학교법인 가천학원은 길병원 설립자인 이길여 이사장이 설립한 사학 재단이다. 대학과 고등학교 등을 설립하였다.

## 구성

### 가천대학교
가천대학교는 경기도 성남시와 인천광역시 연수구에 설치된 대한민국의 종합대학이다. 초대 총장인 이길여박사가 설립했다.

### 신명여자고등학교
신명여자고등학교는 인천광역시 남동구에 있는 여자고등학교이다. 학교법인 신명학원의 최정한 이사장이 설립했으며, 1995년 학교법인 가천학원에서 인수했다.  